# Lauhanvuori nationalpark
Lauhanvuori nationalpark (fi. Lauhanvuoren kansallispuisto) är en nationalpark i Södra Österbotten (på gränsen mellan Kauhajoki och Storå), bildad 1982. Nationalparken är 53 kvadratkilometer stor och omfattar bland annat berget Lauhanvuori och sjön Spitaalijärvi.

## Natur

### Berget
Berget Lauhanvuori är ett 231 meter högt moränberg och en av de högsta punkterna i västra Finland. Toppen avtäcktes 9 500 f.Kr. när glaciärisen smälte och har aldrig varit täckt av vatten utan var en ö i Ancylussjön.

### Flora och fauna
Bergstoppen har varit frodigare än omgivningarna eftersom den aldrig varit täckt av vatten och har fått behålla sin lösa och näringsrika jord. Sluttningarna är karga och ofruktbara.
Tranor och tjädrar kan höras i mossarna sommartid, det finns även dalripa. Parken består även av ett hektar kärr där det växer ängsvädd, björnbrodd, som har sin sydligaste växtplats här, och många andra ovanliga bladmossor.

## Geopark
Lauhanvuori nationalpark upptogs tillsammans med Kauhaneva-Pohjankangas nationalpark på Unescos lista över globala geoparker under namnet Lauhanvuori–Hämeenkangas UNESCO Global Geopark år 2020.